# لانسانا کویاته
لانسانا کویاته (انگلیسی: Lansana Kouyaté؛ زادهٔ ۱۵ ژوئیه ۱۹۵۰) یک سیاست‌مدار اهل گینه است.
وی همچنین برنده جوایزی همچون لژیون دونور (فرمانده) شده است.